# Cómo sobrevivir a una despedida
Pour plus de détails, voir Fiche technique et Distribution.
Cómo sobrevivir a una despedida est une comédie espagnole réalisée par Manuela Burlo Moreno et sortie en avril 2015 en Espagne.

## Synopsis
Nora, Gisela, Marta, Tania et Mateo sont meilleurs-amis et ont 27 ans. Contrairement à ce qu'ils pensaient adolescents, ils n'ont pas atteints leurs objectifs : avoir un métier dans la profession de leur rêve, un petit-ami comme celui de Cinquante nuances de Grey et vivre dans un bel appartement dans le centre de Madrid. 
Malgré la dure réalité, ils ne baissent pas les bras et lorsque Gisela leur apprend qu'elle va se marier, ils décident de lui organiser le meilleur enterrement de vie de jeune fille qui soit. Ils s'envolent pour les îles Canaries où ils vont passer les jours les plus fous de leur vie, renforçant ainsi leur amitié.

## Distribution
- Celia de Molina : Gisela
- Natalia de Molina : Nora
- Úrsula Corberó : Marta
- María Hervás : Tania
- Brays Efe : Mateo
- José Lamuño : Yago
- Roger Berruezo : Rai
- Jim Arnold : Roman
- Javier Bódalo : Jonathan
- Daniel Pérez Prada : Lucas

### Guest-star
- Emma Bunton : elle-même[2]